# Elatostema brunonianum
Elatostema brunonianum är en nässelväxtart som beskrevs av Eduardo Quisumbing y Argüelles. Elatostema brunonianum ingår i släktet Elatostema och familjen nässelväxter. Inga underarter finns listade i Catalogue of Life.